# Cyrtopodion sistanense
Cyrtopodion sistanense är en ödla i familjen geckoödlor som förekommer i sydöstra Iran.
Ödlan är utan svans 54 till 57 mm lång och svanslängden är 68 till 78 mm.
Arten är känd från några fynd i provinsen Sistan och Baluchistan. Kanske lever den även i angränsande regioner av Pakistan. Området är kulligt med mark som främst består av lera. Det finns glest fördelade buskar och tätare buskskogar. Cyrtopodion sistanense hittades i en ganska fuktig dalgång. Typexemplaret hittades 1300 meter över havet. Honor lägger ägg.
I regionen finns glest fördelade samhällen och största delen kan inte användas för jordbruk. Hela populationen bedöms som stor. IUCN listar arten som livskraftig (LC).